# Никитин, Виктор Михайлович
Виктор Михайлович Никитин (1910—1982) — советский учёный, специалист в области химии древесины и целлюлозы. Заслуженный деятель науки и техники РСФСР.
В 1934 г. окончил Ивановский химико-технологический институт. В 1937 г. защитил диссертацию с присвоением ученой степени кандидата технических наук.
Работал зав. кафедрой органической химии в Дальневосточном государственном университете, зав. кафедрой органической химии и химии древесины в Архангельском лесотехническом институте.
Доктор технических наук (1947), профессор (1949).
С 1952 по 1963 г. ректор Ленинградской лесотехнической академии. С 1960 года зав. кафедрой древесины и целлюлозы ЛТА, зав. лабораторией лигнина и целлюлозы.
Сфера научных интересов:
- исследование процессов делигнификации древесины и технических целлюлоз, различными способами (сульфатный, натронный, кислородно-щелочной, сульфитный) с целью усовершенствования технологии варки и улучшения показателей качества технических целлюлоз;
- исследование лигнинов близких к природному и технических лигнинов, разработка способов их практического использования.

Вместе с учениками разработал способ кислородно-щелочной (бесхлорной) отбелки технических целлюлоз (КЩО), нашедший широкое применение.
Заслуженный деятель науки и техники РСФСР (1976).
Член Международной академии лесных наук.
Умер 29 января 1982 г. после тяжелой болезни.

## Книги
- Никитин В. М. Химия древесины и целлюлозы: Учебное пособие. — М.: Лесная промышленность, 1978.
- Никитин В. М., Оболенская А. В., Щеголев В. П. Физика и химия высокомолекулярных соединений и химия древесины и целлюлозы. В 3 частях: курс лекций для студ. заочного отделения хим.-технол. фак. спец. 0828, 0903 и 0904 / Ленингр. лесотехн. акад. — Л.: ЛТА, 1973—1975. — Ч. I: Химия и физика полимеров. — 1973. — 188 с.; Ч. II: Химия древесины. — 1975. — 175 с.; Ч. III: Химия целлюлозы. — 1975. — 110 с.
- Никитин В. М. Химия древесины и целлюлозы: учебник для лесотехн. вузов. — 2-е изд., перераб. — М.: Гослесбумиздат, 1960. — 468 с.